# John Christoffel Kannemeyer
John Christoffel Kannemeyer (* 31. März 1939 in Robertson; † 25. Dezember 2011 in Stellenbosch; auch J. C. Kannemeyer) war ein südafrikanischer, afrikaanssprachiger Literaturwissenschaftler und Biograf.

## Leben
Kannemeyers Eltern hatten kein Matric. Er wurde als zweiter von zwei Brüdern geboren.
1957 begann er nach dem Matric ein Studium an der Universität Stellenbosch, das er 1959 mit dem Bachelor of Arts in Afrikaans und Niederländisch sowie Philosophie abschloss. 1960 erwarb er einen Bachelor of Arts Honours und 1962 einen Master-Abschluss. 1964 wurde er unter dem Literaturwissenschaftler D. J. Opperman promoviert. Seine Doktorarbeit trägt den Titel Die stem in die literêre kunswerk. Er unternahm mehrere Europareisen und arbeitete ab 1962 als Dozent (Lecturer), zuerst an der Universität Kapstadt. 1963 heiratete er eine Niederländerin. 1969 wurde er Senior Lecturer an der Randse Afrikaanse Universiteit. 1973 heiratete er zum zweiten Mal, die Tochter des ehemaligen Premierministers Johannes Gerhardus Strijdom. Die Ehe hielt nur wenige Monate; 1974 heiratete Kannemeyer abermals.
1975 wurde Kannemeyer erneut Hochschullehrer an der Universität Stellenbosch, er unterrichtete Niederländische Studien. 1982 wurde er zum Professor für Afrikaans und Niederländisch an der Witwatersrand-Universität berufen. 1984 heiratete er ein viertes Mal. Er begann, sich auf Biografien afrikaanssprachiger Autoren zu spezialisieren. So porträtierte er in der Folge unter anderem seinen Doktorvater sowie C. J. Langenhoven, Uys Krige, Jan Rabie und Etienne Leroux. Währenddessen hatte er verschiedenen Anstellungen an südafrikanischen Universitäten und Instituten inne, etwa 1987 bis 1992 beim Raad vir Geesteswetenskaplige Navorsing in Pretoria und abermals an der Universität Stellenbosch. Zuletzt lebte er in einer Seniorenwohnanlage in Stellenbosch.
Wenige Tage vor seinem Tod stellte er seine Biografie des auf Englisch schreibenden südafrikanischen Literaturnobelpreisträgers J. M. Coetzee fertig. Er starb durch einen Schlaganfall.
Kannemeyer hatte zwei Söhne aus erster Ehe, von denen Anton Kannemeyer als Comiczeichner bekannt wurde.

## Werke

### Geschichte der afrikaanssprachigen Literatur
- Geskiedenis van die Afrikaanse literatuur. Academica, 1978/1983.
- Kroniek van klip en ster, 'n Studie van die oeuvre van D. J. Oppermann. Human & Rousseau, 1979 (veröffentlicht zu Ehren von Oppermans 65. Geburtstag)
- Die Afrikaanse literatuur 1652–1987. Academica, 1993.
- A history of Afrikaans literature. Shuter & Shooter, 1993.
- Op weg na 2000. Tafelberg, 1998.
- Kaap van Skrywers, ’n Literêre Reisgids. Tafelberg, 2000.
- D.J. Opperman, Sonklong Oor Afrika. Tafelberg, 2000.
- Die dokumente van Dertig. Jutalit, 1990.
- Figuur en fluit. Dimensie, 1992.
- Die gespitste binneblik. Tafelberg, 1995.
- Verse vir die vraestel. Tafelberg, 1998.
- Die rym neem ook ’n hele lewe in beslag. Jutalit.
- Die Afrikaanse Literatuur. 2005.

### Biografien
- D. J. Opperman: ’n biografie. Human & Rousseau, 1986.
- Wat het geword van Peter Blum? Tafelberg, 1993.
- Die bonkige Zoeloelander. Tafelberg, 1994.
- Opperman se lewe in beeld. Tafelberg, 1994.
- Die dienswillige dienaar. Tafelberg, 1995.
- Langenhoven: ’n lewe. Tafelberg, 1995.
- Leipoldt: ’n Lewensverhaal. Tafelberg, 1999.
- Uit die skatkis van die slampamperman. Tafelberg, 1999.
- So blomtuin-vol van kleure: Leipoldt oor Clanwilliam. Tafelberg, 1999.
- Die lewe en werk van Uys Krige, Die goue seun. Tafelberg, 2002.
- Uit die skatkis van die goue seun. Tafelberg, 2002.
- Die naamlose muse (Uys Krige opstelle). Protea Boekhuis, 2002.
- Jan Rabie: ’n Biografie. Tafelberg, 2004.
- Hutspot. T, 2004. (Sammlung von Artikeln)
- Die volledige versamelde gedigte van Eugène N. Marais. 2005, als Herausgeber.
- Hannes van der Merwe: Argitek en skrywersvriend. Protea Boekhuis, 2006.
- Eugène N. Marais, Die siel van die mier. Protea Boekhuis, 2007.
- Leroux: ’n lewe. Protea Boekhuis, 2008.
- Briewe van Peter Blum. Herausgegeben und mit einem Vorwort von J. C. Kannemeyer, 2009.
- J M Coetzee – ’n geskryfde lewe. Jonathan Ball, 2011.

### Literarische Essays
- Opstelle oor die Afrikaanse drama. Academica, 1970.
- Konfrontasies. Academica, 1977.
- Getuigskrifte. Jutalit, 1989.
- Die bevestigende vlam. Jutalit, 1990.
- Ontsyferde stene. Inset, 1996.
- Uit puur verstrooiing. 2007.

### Weitere Werke
- Prosakuns. ’n inleiding tot die tegniek van die prosa. Nasou, 1968.
- Op weg na Welgevonden. Academica, 1970, über Etienne Leroux.
- Nederduitse digkuns. Anthologie. Academica, 1973.
- Kraaines. Human & Rousseau.
- Arbeidsgenot: ’n Besoekersgids. Arbeidsgenot, 1995.
- „Ek ken jou goed genoeg“ – Die briefwisseling tussen N.P. van Wyk Louw en W.E.G. Louw 1936–1939. Protea Boekhuis, 2005.
- Die volledige versamelde gedigte van Eugène N. Marais. 2005, als Herausgeber.
- Briewe van Peter Blum. Herausgegeben und mit einem Vorwort versehen von J. C. Kannemeyer. 2009.
- Briewe Van W.E.G. en N.P. Van Wyk Louw 1941–1970. Hemel & see, 2011.

## Auszeichnungen
- C. Louis Leipoldt-prijs der Maatschappij der Nederlandse Letterkunde für Uys Krige en die Suid-Afrikaanse politiek
- 2009: Ehrendoktorwürde der Universität Stellenbosch